# 전민서
전민서(2003년 5월 20일~)는 대한민국의 배우이자 모델이다. 2007년 영화 《언니가 간다》의 단역을 통해 아역 배우로 처음 데뷔하였다.

## 학력
- 2010년 ~ 2016년 호곡초등학교
- 2016년 ~ 2019년 호곡중학교
- 2019년 ~ 2022년 고양예술고등학교 연기과

## 출연

### 방송

#### 드라마
| 연도 | 방송사 | 제목                 | 역할                  | 비고        |
| ---- | ------ | -------------------- | --------------------- | ----------- |
| 2007 | MBC    | 깍두기               | 어린 백금희           | 고두심 아역 |
| 2008 | MBC    | 종합병원 2           | 공주                  |             |
| 2009 | MBC    | 잘했군 잘했어        | 이별                  |             |
| 2009 | SBS    | 아내가 돌아왔다      | 윤다은                |             |
| 2010 | SBS    | 인생은 아름다워      | 수나                  |             |
| 2010 | SBS    | 나쁜 남자            | 홍소담                |             |
| 2010 | SBS    | 웃어요, 엄마         | 어린 신달래           | 강민경 아역 |
| 2011 | MBC    | 마이 프린세스        | 어린 이설             | 김태희 아역 |
| 2011 | MBC    | 계백                 | 어린 은고             | 송지효 아역 |
| 2011 | TV조선 | 고봉실 아줌마 구하기 | 한나                  |             |
| 2012 | SBS    | 옥탑방 왕세자        | 어린 부용 / 어린 박하 | 한지민 아역 |
| 2012 | MBC    | 보고싶다             | 어린 한아름           | 이세영 아역 |
| 2013 | SBS    | 내 연애의 모든 것    | 송보리                |             |
| 2013 | KBS2   | 총리와 나            | 권나라                |             |
| 2014 | KBS2   | 뻐꾸기 둥지          | 이소라 / 최소라       |             |
| 2014 | MBN    | 천국의 눈물          | 어린 윤차영           | 홍아름 아역 |
| 2014 | KBS2   | 왕의 얼굴            | 어린 김가희           | 조윤희 아역 |
| 2016 | tvN    | 피리부는 사나이      | 어린 여명하           | 조윤희 아역 |
| 2016 | SBS    | 낭만닥터 김사부      |                       |             |
| 2018 | TV조선 | 대군 - 사랑을 그리다 | 안단비                |             |
| 2018 | JTBC   | 내 아이디는 강남미인 | 어린 강미래           | 임수향 아역 |

### 영화
- 2007년 《언니가 간다》 - 아이 정주 역 (고소영 아역)
- 2008년 《과속스캔들》 - 김무궁화 역
- 2009년 《청담보살》 - 어린 태랑 역 (박예진 아역)
- 2011년 《최종병기 활》 - 어린 자인 역 (문채원 아역)
- 2011년 《투혼》 - 윤유리 역
- 2013년 《뜨거운 안녕》 - 하은 역

## 수상
- 2009년 MBC 연기대상 아역상[1]